# Аллен, Линдсей
Линдсей Аллен (англ. Lindsay Allen; родилась 20 марта 1995 года, Клинтон, штат Мэриленд, США) — американская профессиональная баскетболистка, которая выступает в женской национальной баскетбольной ассоциации за клуб «Коннектикут Сан». Была выбрана на драфте ВНБА 2017 года во втором раунде под общим четырнадцатым номером командой «Нью-Йорк Либерти». Играет на позиции разыгрывающего защитника. Кроме того она выступала в женской национальной баскетбольной лиге в команде «Мельбурн Бумерс», в составе которой стала чемпионкой женской НБЛ, а также самым ценным игроком финала.

## Ранние годы
Линдсей Аллен родилась 20 марта 1995 года на невключённой территории Клинтон (шт. Мэриленд) в семье Террелла Аллена и Лорны Уилсон, в которой стала самой младшей из трёх детей. Училась она в соседнем городе Вашингтон в колледже Сент-Джонс, в котором выступала за местную баскетбольную команду.